# 広島県立障害者リハビリテーションセンター
広島県立障害者リハビリテーションセンター（ひろしまけんりつしょうがいしゃリハビリテーションセンター）は、広島県東広島市西条町田口にある病院・肢体不自由児施設・重症心身障害児施設・障害者支援施設・身体障害者福祉センター。社会福祉法人広島県福祉事業団が指定管理者となっている。

## 施設
医療センター
診療部
整形外科（リウマチ科）
小児科
耳鼻咽喉科
リハビリテーション科
放射線科
麻酔科
泌尿器科
内科
眼科
精神科
神経内科
歯科
医療技術部
薬剤科
放射線科
臨床検査科
義肢装具開発科
機能回復訓練部
理学療法科
作業・言語療法科
小児訓練科
福祉施設
若草園（肢体不自由児施設）
若草療育園（重症心身障害児施設）
あけぼの（障害者支援施設）
おりづる（身体障害者福祉センター）

## 周辺
- 広島大学
- 広島県立西条農業高等学校
- 広島県立西条特別支援学校
- ゆめタウン学園店
- ショージ田口店

## 交通
- 国道375号
- JRバス中国
  - 西条農高前停留所から1キロメートル
- 西条駅
  - 西条駅前7番乗り場から黒瀬・呉方面行きバス乗車し15分。
  - 西条駅前6番乗り場から送迎バスに乗車。